# Sergey Kucheryanu
Sergey Kucheryanu (en russe : Сергей Михайлович Кучеряну), né le 30 juin 1985 à Moscou, est un athlète russe, spécialiste du saut à la perche.
Il a réalisé 5,81 m à Dessau en 2008. La même année, il bat Renaud Lavillenie pour remporter la Coupe d'Europe en salle, avec un saut de 5,65 m. En 2012, également année olympique, il passe deux fois 5,72 m, dont la deuxième pour remporter le titre national à Tcheboksary ce qui le qualifie pour les Jeux olympiques de Londres.
Son patronyme est d'origine roumaine. De décembre 2010 à juin 2011, il part en Australie avec le soutien de l'Australian Institute of Sports, avec pour objectif de s'y entraîner avec Aleksandr Parnov et d'acquérir la nationalité australienne. Il y renonce pour revenir à temps en Russie pour les Jeux.
Début 2013, il remporte la Governor's Cup de Volgograd avec 5,65 m.

## Records
| Épreuve          | Épreuve   | Marque | Lieu   | Date            |
| ---------------- | --------- | ------ | ------ | --------------- |
| Saut à la perche | Plein air | 5,81 m | Dessau | 30 mai 2008     |
| Saut à la perche | Salle     | 5,76 m | Paris  | 22 février 2008 |